# 영동 반야사 불상
영동 반야사 불상(永同 般若寺 佛像)은 대한민국 충청북도 영동군 황간면 우매리, 반야사에 있는 불상이다. 1996년 4월 15일 영동군의 향토유적 제12호로 지정되었다.

## 개요
반야사는 신라 성덕왕 27년(728년) 원효대사의 10대 제자중 수제자인 상원화상이 창건하고 고려 충숙왕 12년(1325년) 학조대사가 중수하였다고 전한다. 대웅전 내에 있는 이 석조 불상의 제작 연대는 정확히 알 수 없으나, 신라시대에 제작된 것으로 전해 내려오며, 제작기법이 이 시대의 제작법과 비슷하다. 반야사 대웅전에 봉안된 불상은 3위로서, 중앙의 석가여래좌상은 높이가 100cm이며, 우측의 보현보살은 높이 72cm, 좌측의 문수보살은 높이 72cm이다.

## 참고 문헌
- 반야사 불상[깨진 링크(과거 내용 찾기)] - 영동군 문화관광